# ユディト記
『ユディト記』（英: Book of Judith）は、ユディトという女性の信仰を描く物語。『ユディト記』は教派によって扱いに違いがあり、ユダヤ教とプロテスタントでは外典として扱い、カトリック教会と正教会と聖公会では旧約聖書に加えている。
物語は以下のようなものである。アッシリア王ネブカドネツァルが自らに対して協力的でなかった諸地域に討伐のための軍隊を差し向ける。そこでユダヤにはホロフェルネスが派遣され、彼はベトリアという町を囲む。水源をたたれたベトリアでは降伏を決意するが、美しい女性ユディトが一計を案じる。彼女は敵のホロフェルネスの陣営に忍び込み、すきをみてホロフェルネスの首をとってきたのである。こうして司令官を失ったアッシリアの軍勢は敗走した。
しかし、ベトリアという町が架空のものであることや、ネブカドネツァルがアッシリアの王でないことなどから、架空の物語であると考えられている。